# Boeing XF6B
Boeing XF6B-1 / XBFB-1 là một loại máy bay hai tầng cánh cuối cùng của hãng Boeing chế tạo cho Hải quân Hoa Kỳ.

## Quốc gia sử dụng
United States
- Hải quân Hoa Kỳ

## Tính năng kỹ chiến thuật
Dữ liệu lấy từ Angelucci, 1987. pp. 85-86.
Đặc điểm tổng quát
- Kíp lái: 1
- Chiều dài: 22 ft 1,5 in (6,73 m)
- Sải cánh: 28 ft 6 in (8,68 m)
- Chiều cao: 10 ft 7 in (3,22 m)
- Diện tích cánh: 252 ft2 (23,41 m2)
- Trọng lượng rỗng: 2.823 lb (1.281 kg)
- Trọng lượng có tải: 3.704 lb (1.680 kg)
- Động cơ: 1 × Pratt & Whitney R-1535-44, 625 hp (466 kW)

Hiệu suất bay
- Vận tốc cực đại: 200 mph (322 km/h)
- Vận tốc hành trình: 170 mph (274 km/h)
- Tầm bay: 525 dặm (845 km)
- Vận tốc lên cao: 1190 ft/min (6,04 m/s)

Vũ khí trang bị
- 2x súng máy.30in
- 500lb (227kg) bom